# Leptotes pulchra
Leptotes pulchra är en fjärilsart som beskrevs av Murray 1874. Leptotes pulchra ingår i släktet Leptotes och familjen juvelvingar. Inga underarter finns listade i Catalogue of Life.